# Szent István-plébániatemplom (Makó)

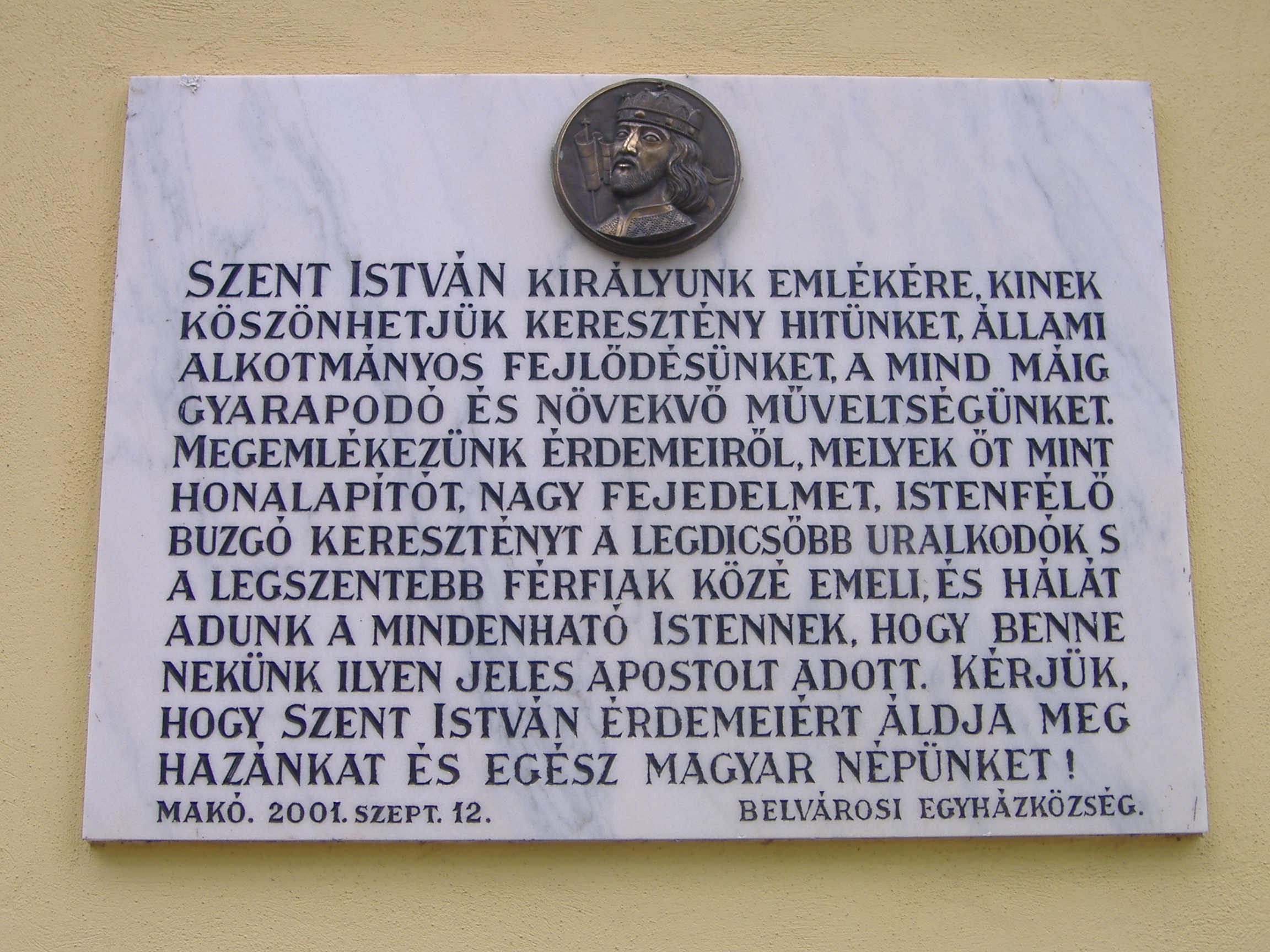
Emléktábla a templom falán

A Szent István-plébániatemplom Makó egyik legszebb keresztény temploma, a helyi római katolikus közösség központja.
A templom Buják városrészben található, ami az 1699-es visszatelepülés után a város katolikusok lakta területévé vált. A helyén álló templom a török hódoltság ideje alatt elpusztult. Engl Antal püspök megbízásából építettek újat 1765 és 1772 között, 1772-ben szenteltek fel. Barokk stílusban épült. Homlokzata vízszintes és függőleges elemekkel tagolt. Az ajtaja fölött Engl Antal címere található. A plébániatemplom négy boltszakaszos, hajója csehüveg-boltozatos. Nyújtott szentélyét kétoldalt oratórium egészíti ki, tornya a nyugati karzat fölött található. Ez utóbbi sisakját 1833-ban barokkról empire stílusúra cserélték. Az északi oratóriumablak a romantika jegyeit viseli magán. Bejárata mellett a falon emléktáblát helyeztek el Szent Istvánnak ajánlva, megköszönve államszervező tevékenységét.
Belsejében vaskos pillérek találhatók, akantuszlevelekkel díszített pilaszterek. A dinamikát hangsúlyozza a kettős hevederívek ismétlődése. Főoltára 1852-ben, klasszicista stílusban készült, 1854-ben festett főoltárképe Szent István királyt ábrázolja, amint a koronát fölajánlja Máriának. Beneventura Emler, osztrák művész alkotása, aki a képet Csajághy Sándor csanádi püspök megrendelésére készítette. Az oltár két oldalán két márványszobor található, Szent László király, kezében bárddal és királyi jogarral, valamint Szent Imre herceg, lábánál a Szent Koronával. Oldalkápolnájában található a 18. századi barokk Madonna-kegykép. A Szűzanyát ábrázolja, karján a kis Jézussal. Ennek a festménynek az előképe a római Santa Maria Maggiore bazilikában található. A monda szerint a képet 1552-ben a török hadak elől Makóra menekítették Szegedről. 1997-ben restaurálták. Rokokó stílusú a szószék és a két mellékoltár, amelyek Szent Józsefet és Szent Annát ábrázolják. Copf stílusban készült a keresztelőmedence.
Maga a templom is műemléki védettséget élvez (törzsszsáma a műemlékjegyzékben 2742), de ez elmondható az udvarában található Szűz Mária-szoborra is, az ún. kőképre. Ez a város legrégebbi ilyen jellegű szobra. A Szűzanya alakját lábazaton álló kompozit oszlop tartja, fején glória található.
A templom búcsúját védőszentjének, Szent Istvánnak napján, augusztus 20-án tartják.
Kelemen László ebben a templomban tevékenykedett orgonista kántorként 1806 és 1812 között.
2012 májusában a templomban állították föl II. János Pál pápa szobrát.